# Ray Davies
Raymond Douglas Davies (21 de juny del 1944) és un músic anglès, més conegut com el cantant-escriptor de The Kinks on tocava amb el seu germà menor Dave Davies. També ha actuat, dirigit i produït shows per a la televisió.

## Biografia
Ray Davies va néixer al nord de Londres, és el setè de vuit fills, havent nascut després de 6 germanes majors i amb el seu germà menor. S'ha casat tres vegades i té cinc filles –Louisa, Victoria, Natalie, Rau i Eva. Ray es va entrenar en la música en el Col·legi Horsney d'Art a Londres de 1962 a 1963, quan The Kinks es va introduir al món musical professional. Després que els Kinks obtinguessin un contracte musical primerenc el 1964, Davies va emergir com el principal escriptor i líder del grup.